# Summer Bummer
"Summer Bummer" é uma canção da cantora e compositora americana Lana Del Rey, em colaboração com os rappers ASAP Rocky e Playboi Carti. Lançada em 28 de julho de 2017, foi single do quinto álbum de estúdio da cantora, Lust for Life (2017). A canção foi lançada para download digital em 12 de julho de 2017, ao lado de "Groupie Love" com ASAP Rocky, servindo como single promocional do álbum. Em 28 de julho, a canção foi enviada às rádios contemporary hit radio como o terceiro single do álbum. A canção foi composta por Del Rey, Matthew Samuels, Rakim Mayers, Playboi Carti, Tyler Williams, Jahaan Sweet e Andrew Joseph Gradwohl, e foi produzida por Boi-1da, Sweet e Rick Nowels.

## Recepção crítica
Anna Graca, da revista Spin, disse: "Mesmo que amplie ligeiramente o alcance de seu catálogo, 'Summer Bummer' é a peça clássica de Lana Del Rey mais vista: uma trilha sonora altamente estilizada para drogas, piscinas e monocromias em alto contraste. 'White lies'—or maybe that's, ahem, 'white lines'—'and black beaches/And blood red sangrias', canta Lana, refletindo um esquema que remonta 'Off to the Races'. Em termos sonoros, 'Bummer' é um trap inspirado em 'High by the Beach', e não vai a nenhum lugar que esta música já não tenha ido." Rebecca Haithcoat, da Pitchfork, afirmou: "[Summer Bummer] não é um candidato tradicional à coroa de flores da canção de verão. É cativante, mas de uma forma densa e opressiva, pesada e despreocupada. Até mesmo nas músicas mais leves de Del Rey, há umidade em sua voz e uma grossura que retarda a sua língua. As contribuições de Rocky e Playboi Carti são um pouco desnecessárias, já que Del Rey não tem problemas para desenvolver a faixa sozinha. Perto do fim, sua voz subitamente salta uma oitava e, por um momento, flutua docemente sob um sonho febril."
Frank Guan, da Vulture, afirma: "Summer Bummer é sobre o amor, no entanto, a música carrega um peso sem precedenetes. Boi-1da e T-minus, produtotes renomados que já trabalharam com Drake e ouros artistas de rap, entrelaçam Lana com uma batida calorosa e sombrinha, embasada no trap e no beach. É uma faixa que qualquer rapper ficaria orgulhoso de participar, e Rocky sabe disso, apresentando um verso coeso e bem escolhido, além da criação de Playboi Carti. Enquanto isso, a voz de Lana, apaixonada e dolorida, mas sem esforço, canta para um amante para mudar e aceitar o fado amoroso. Chris Richards, do jornal The Washington Post, ressalta: "o single mais narcótico do álbum, Summer Bummer, é um eco de sucesso e uma marca de Summertime Sadness, apenas com um tom mais evocativo. Imagine a cantora ociosa no calor de julho, escrevendo lentamente uma carta de amor telepática dentro de seu crânio. Ela está ouvindo o rádio e sua mente está à deriva entre a sensação externa e o desejo interno. Nós ouvimos as vozes de Playboi Carti e A$AP Rocky em volta do cenário, que conjuntamente se transformam no hip-hop do verão."

### Avaliações
| Publicação | Lista                      | Posição | Ref.  |
| ---------- | -------------------------- | ------- | ----- |
| Vice       | The 100 Best Songs of 2017 | 56      | [ 8 ] |

## Lista de faixas
| Download digital |                                                          |         |  |
| N.º              | Título                                                   | Duração |  |
| 1.               | "Summer Bummer" (featuring ASAP Rocky and Playboi Carti) | 4:21    |  |

| Download digital – Snakehips Remix |                                                                            |         |  |
| N.º                                | Título                                                                     | Duração |  |
| 1.                                 | "Summer Bummer" (featuring ASAP Rocky and Playboi Carti) (Snakehips Remix) | 4:08    |  |

| Download digital – Clams Casino Rework |                                                                               |         |  |
| N.º                                    | Título                                                                        | Duração |  |
| 1.                                     | "Summer Bummer" (featuring ASAP Rocky and Playboi Carti) (Clams Casino Remix) | 4:30    |  |

## Créditos
Os créditos foram obtidos e adaptados dos encartes do álbum Lust for Life.
- Lana Del Rey – composição, vocais principais
- Matthew "Boi-1da" Samuels – composição, produção, bateria, baixo
- A$AP Rocky – composição, vocais
- Playboi Carti – composição, vocais
- Tyler "T-Minus" Williams – composição, violoncelo, sintetizador
- Jahaan Sweet – composição, produção, piano
- Andrew Joseph "Big White Beats" Gradwohl Jr. – composição, sintetizador
- Rick Nowels – produção adicional, sintetizador
- Zac Rac – cravo
- Kieron Menzies – engenharia, mixagem
- Dean Reid – engenharia, mixagem
- Trevor Yasuda – engenharia
- Hector Delgado – enginharia
- Adam Ayan – engenharia de masterização

## Desempenho nas tabelas musicais
| Tabela musical (2017)                           | Melhor posição |
| ----------------------------------------------- | -------------- |
| Austrália (ARIA)                                | 19             |
| Bélgica (Ultratop 50 de Flandres)               | 40             |
| Canadá (Canadian Hot 100)                       | 80             |
| Nova Zelândia (Recorded Music NZ)               | 2              |
| Escócia (Scottish Singles Chart)                | 86             |
| Suécia (Sverigetopplistan)                      | 3              |
| Reino Unido (UK Singles Chart)                  | 81             |
| Estados Unidos (Bubbling Under Hot 100 Singles) | 23             |

## Histórico de lançamento
| Região         | Data                 | Formato                              | Gravadora          | Ref.   |
| -------------- | -------------------- | ------------------------------------ | ------------------ | ------ |
| Estados Unidos | 12 de julho de 2017  | Download digital streaming           | Interscope         | [ 20 ] |
| Reino Unido    | 28 de julho de 2017  | Contemporary hit radio               | Polydor            | [ 21 ] |
| Mundo          | 25 de agosto de 2017 | Remixes – digital download streaming | Polydor Interscope | [ 22 ] |